# Communauté de communes Rance - Frémur
La communauté de communes Rance - Frémur est une ancienne communauté de communes française, située dans le département des Côtes-d'Armor, en région Bretagne.

## Histoire
Créée en décembre 1994 par arrêté préfectoral, la communauté de communes Rance - Frémur regroupait trois communes du canton de Ploubalay (Langrolay-sur-Rance, Pleslin-Trigavou et Tréméreuc) et une, Plouër-sur-Rance, du canton de Dinan-Ouest.
Elle est dissoute le 31 décembre 2016. La majorité de ses communes membres rejoignent la nouvelle communauté d'agglomération Dinan Agglomération alors que Tréméreuc fait le choix d'intégrer la communauté de communes de la Côte d'Émeraude.

## Territoire communautaire

### Géographie
Située dans le pays de Dinan, au nord-est du département et à la frontière de l'Ille-et-Vilaine, la communauté de communes regroupait trois des huit communes du canton de Ploubalay et une commune du canton ouest de Dinan.

### Composition
Elle était composée des 4 communes suivantes :
| Nom                      | Code Insee | Gentilé        | Superficie (km2) | Population (dernière pop. légale) | Densité (hab./km2) |
| ------------------------ | ---------- | -------------- | ---------------- | --------------------------------- | ------------------ |
| Plouër-sur-Rance (siège) | 22213      | Plouërais      | 19,89            | 3 447 (2014)                      | 173                |
| Langrolay-sur-Rance      | 22103      | Langrolaisiens | 5,28             | 886 (2014)                        | 168                |
| Pleslin-Trigavou         | 22190      | Pleslinois     | 21,80            | 3 471 (2014)                      | 159                |
| Tréméreuc                | 22368      | Tréméreucois   | 4,15             | 725 (2014)                        | 175                |

### Démographie
| 1999  | 2006  | 2009  | 2011  | 2012  |
| ----- | ----- | ----- | ----- | ----- |
| 6 919 | 7 822 | 8 238 | 8 268 | 8 341 |

## Administration

### Siège
Le siège de la communauté de communes était à Plouër-sur-Rance, lieu-dit La Grabotais.

### Conseil communautaire
Les 24 conseillers titulaires étaient répartis selon le droit commun comme suit :
| Nombre de conseillers | Communes                           |
| --------------------- | ---------------------------------- |
| 8                     | Pleslin-Trigavou, Plouër-sur-Rance |
| 4                     | Langrolay-sur-Rance, Tréméreuc     |

### Élus
La communauté de communes était administrée par un conseil communautaire constitué en 2014 de 24 conseillers communautaires.
À la suite des élections municipales de 2014 dans les Côtes-d'Armor, le conseil communautaire du 14 avril 2014 avait réélu son président, Raymond Armange, adjoint au maire de Langrolay-sur-Rance, ainsi que ses 7 vice-présidents. La liste des vice-présidents était alors la suivante :
|     | Attributions                                                  | Identité           | Qualité                                        |
| --- | ------------------------------------------------------------- | ------------------ | ---------------------------------------------- |
| 1er | Suppléance générale                                           | Jean-Paul Leroy    | Maire de Pleslin-Trigavou                      |
| 2e  | Administration et finances                                    | Édith Michel       | Première adjointe au maire de Plouër-sur-Rance |
| 3e  | Aménagement de l'espace, développement économique et tourisme | Philippe Martineau | Conseiller municipal de Pleslin-Trigavou       |
| 4e  | Action sociale, logement et services publics                  | Jean-Paul Gainche  | Maire de Langrolay-sur-Rance                   |
| 5e  | Culture et communication                                      | Xavier Guennoc     | Deuxième adjoint au maire de Tréméreuc         |
| 6e  | Loisirs et sports                                             | Régis Champagne    | Conseiller municipal de Pleslin-Trigavou       |
| 7e  | Environnement                                                 | Claude Robion      | Conseiller municipal de Plouër-sur-Rance       |

### Liste des présidents
| Période    | Période       | Identité         | Étiquette | Qualité |
| ---------- | ------------- | ---------------- | --------- | --- |
| 1995       | 1997          | Charles Josselin | PS        | Maire de Pleslin-Trigavou (1977 → 1997) Conseiller général de Ploubalay (1973 → 2015) Président du conseil général des Côtes-d'Armor (1976 → 1997) Démissionnaire suite à sa nomination au gouvernement |
| 1997       | avril 2001    | Jean-Paul Leroy  | PS        | Maire de Pleslin-Trigavou (1997 → 2020) |
| avril 2001 | avril 2008    | Jérôme Wenz      | PS        | Conseiller municipal de Plouër-sur-Rance (1989 → 1996 et 2001 → 2008) |
| avril 2008 | décembre 2016 | Raymond Armange  | PS        | Adjoint au maire de Langrolay-sur-Rance (1995 → ) |